# 情人音樂節巡迴演唱會
情人音樂節巡迴演唱會（英語：Lover Fest）是美國創作歌手泰勒·斯威夫特已經取消了的一個巡回演唱會，為了宣傳她的第7張錄音室專輯《情人》，原本先暫時先公布17場從2020年4月5日在美國亞特蘭大開始，8月1日在美國福克斯堡結束。然而由於，斯威夫特於2020年4月17日宣布今年全部場次的演唱會取消，在她宣布前已經有一些場次在同年的3月及4月於歐洲的場次均被取消，而美國及巴西的體育場巡演場次全部延後至2021年。2021年2月26日，斯威夫特宣布这次巡回演唱会被取消。

## 背景
斯威夫特於2019年8月27日，也就是《情人》發行的4天後，在瑞安·西克雷斯特的訪談中，談到她不確定自己的巡迴演唱會計劃是否幫助這張專輯，並表示，她不希望自己的生活成為發行專輯並在發行後立即進行巡迴演出的固定週期。此次巡演於2019年9月17日由斯威夫特的社群媒體和網站宣布，斯威夫特在社群媒體上進行了解釋：「《情人》專輯是開闊的田野，日落，+夏天。 我想以一種真實的方式來表演。 我想去一些沒去過的地方玩音樂節。 在沒有音樂節的地方，我們做了一些。」最初先暫時宣布了十二個場次，之後會宣布更多場次。
這次巡演很多場次是斯威夫特第一次到訪的國家，例如：巴西、丹麥、挪威及葡萄牙。
由於，計劃於2020年的大部分演唱會場次都被取消，美國和巴西的演出日期被延遲改期至2021年。
2021年2月26日，由於冠狀病毒病疫情持續肆虐，斯威夫特宣佈這次巡演正式取消。

## 取消的演出
| 日期          | 城市       | 国家   | 场馆                      | 取消理由 | 參考   |
| ------------- | ---------- | ------ | ------------------------- | -------- | ------ |
| 2020年4月5日  | 亞特蘭大   | 美国   | 奧林匹克百年公園          |          | [ 14 ] |
| 2020年6月20日 | 沃奇特     | 比利时 | Festivalpark              | [ 15 ]   |        |
| 2020年6月24日 | 柏林       | 德国   | 柏林森林劇場              | [ 13 ]   |        |
| 2020年6月26日 | 奥斯陸     | 挪威   | Bjølsenfeltet             | [ 13 ]   |        |
| 2020年6月28日 | 皮爾頓     | 英国   | 格拉斯顿伯里              | [ 16 ]   |        |
| 2020年7月1日  | 罗斯基勒   | 丹麦   | 罗斯基勒                  | [ 17 ]   |        |
| 2020年7月3日  | 格地尼亞   | 波蘭   | Babie Doly Airport        | [ 13 ]   |        |
| 2020年7月5日  | 尼姆       | 法國   | 尼姆竞技场                | [ 18 ]   |        |
| 2020年7月8日  | 馬德里     | 西班牙 | Valdebebas                | [ 13 ]   |        |
| 2020年7月9日  | 里斯本     | 葡萄牙 | Passeio Marítimo de Algés | [ 13 ]   |        |
| 2020年7月11日 | 倫敦       | 英国   | 海德公園                  | [ 19 ]   |        |
| 2020年7月18日 | 聖保羅     | 巴西   | 安联公园                  |          |        |
| 2020年7月19日 | 聖保羅     | 巴西   | 安联公园                  |          |        |
| 2020年7月25日 | 英格爾伍德 | 美国   | 好萊塢公園洛杉磯體育場    |          |        |
| 2020年7月26日 | 英格爾伍德 | 美国   | 好萊塢公園洛杉磯體育場    |          |        |
| 2020年7月31日 | 福克斯堡   | 美国   | 吉列体育场                |          |        |
| 2020年8月1日  | 福克斯堡   | 美国   | 吉列体育场                |          |        |